# 덕영고등학교
덕영고등학교(徳永高等學校)는 대한민국 경기도 용인시 처인구 고림동에 있는 사립 고등학교이다.

## 학교 연혁
- 1973년 6월 20일 : 학교법인 덕영학원 인가
- 1974년 1월 10일 : 용인상업고등학교 인가
- 1974년 3월 2일 : 초대 교장 심영구 선생 취임
- 1974년 3월 6일 : 신입생 180명 입학
- 1976년 2월 28일 : 전관 교사 3층 완공
- 1985년 12월 31일 : 후관 교사 5층 완공
- 1996년 10월 18일 : 멀티미디어실 개관
- 1997년 9월 30일 : 용인정보산업 고등학교로 교명 변경 인가, 학칙변경 정보처리과 7학급, 경영정보과 3학급, 총 30학급 인가
- 1999년 6월 10일 : 동관 4층 증축 및 학생식당 완공
- 2004년 2월 27일 : 서관교사 5층 완공
- 2005년 9월 20일 : 독서실(율목관) 개관
- 2008년 3월 1일 : 용인정보고등학교 교명 변경
- 2011년 7월 26일 : 학칙변경 글로벌비즈니스과 6학급, 기업자원정보과 5학급, 총 33학급 인가, 경기도 교육감 지정 특성화고 지정
- 2013년 3월 21일 : 중기청 지식 서비스 분야 특성화고 지정
- 2018년 6월 25일 : 덕영고등학교 교명승인 및 학과개편 승인(경영회계과 4학급, 보건간호과 2학급, 빅데이터과 2학과, 소프트웨어과 2학급)
- 2019년 3월 2일 : 덕영고등학교 교명 변경
- 2020년 5월 14일 : 덕영관 준공식 및 개관
- 2024년 1월 11일 : 제48회 졸업생 배출 182명 (졸업생 누계 18,432명)
- 2024년 3월 1일 : 제9대 김희일 교장 취임
- 2024년 3월 4일 : 1,2,3학년 총 29학급, 신입생 172명 입학

## 설치 학과
- 경영회계과
- 보건간호과
- 빅데이터과
- 그래픽소프트웨어과
- 인공지능소프트웨어과
- 정보보안소프트웨어과

## 참고 자료
- 덕영고등학교 - 한국교육학술정보원 학교알리미